# (1288) Santa
(1288) Santa ist ein Asteroid des Hauptgürtels, der am 26. August 1933 vom belgischen Astronomen Eugène Joseph Delporte in Ukkel entdeckt wurde. 
Die Benennung erfolgte auf Vorschlag des italienischen Astronomen und Bahnberechners E. de Caro.